# Lista de prêmios e indicações recebidos por Stone Temple Pilots
Este é uma lista dos prêmios ganhos e indicações recebidas pelo Stone Temple Pilots, banda de hard rock e rock alternativo formada no ano de 1987 em San Diego, Califórnia  por Scott Weiland, os irmãos Robert DeLeo e Dean DeLeo e Eric Kretz.
O grupo é uma das bandas mais bem-sucedidas dos Estados Unidos, tendo vendido mais de 40 milhões de álbuns em todo o mundo. Seu álbum de estréia Core de 1992, está na Lista dos 200 álbuns definitivos no Rock and Roll Hall of Fame. O 2º single do álbum, "Plush", venceu um Grammy Awards em 1994.
A banda também foi classificada em 40º lugar na lista dos “100 Maiores Artistas do Hard Rock”, feita pelo VH1.

## American Music Awards
O American Music Awards é uma das maiores premiações anuais da música norte-americana, criada em 1973 por Dick Clark.
O Stone Temple Pilots venceu 1 das 5 indicações que recebeu.
| Ano  | Nomeação            | Categoria                             | Resultado |
| ---- | ------------------- | ------------------------------------- | --------- |
| 1994 | Stone Temple Pilots | Favorite Pop/Rock New Artist          | Venceu    |
| 1995 | Stone Temple Pilots | Favorite Heavy Metal/Hard Rock Artist | Indicação |
| 1995 | Stone Temple Pilots | Favorite Pop/Rock Band/Duo/Group      | Indicação |
| 1997 | Stone temple Pilots | Favorite Metal/Hard Rock Artist       | Indicação |
| 1997 | Stone Temple Pilots | Favorite Alternative Artist           | Indicação |

## Billboard Music Awards
O Billboard Music Awards é uma premiação musical criada em 1990, realizada pela revista americana Billboard baseada nas paradas da musicais da mesma.
O Stone Temple Pilots venceu duas de três indicações.
| Ano  | Nomeação            | Categoria               | Resultado |
| ---- | ------------------- | ----------------------- | --------- |
| 1993 | "Plush"             | Best Modern Rock Track  | Venceu    |
| 1994 | Stone Temple Pilots | Best Modern Rock Artist | Venceu    |
| 2000 | "Sour Girl"         | Best Modern Rock Track  | Indicação |

## Grammy Awards
O Grammy Awards é o prêmio mais importante da indústria musical internacional, apresentado anualmente pela National Academy of Recording Arts and Sciences dos Estados Unidos da América, honrando conquistas na arte de gravação musical e provendo suporte à comunidade da indústria musical.
O Stone Temple Pilots já foi indicado 4 vezes ao Grammy, todas na categoria "Best Hard Rock Performance", vencendo uma.
| Ano  | Nomeação                              | Categoria                  | Resultado |
| ---- | ------------------------------------- | -------------------------- | --------- |
| 1994 | "Plush"                               | Best Hard Rock Performance | Venceu    |
| 1997 | "Trippin on a Hole in a Papper Heart" | Best Hard Rock Performance | Indicação |
| 2001 | "Down"                                | Best Hard Rock Performance | Indicação |
| 2011 | "Between the Lines"                   | Best Hard Rock Performance | Indicação |

## MTV Video Music Awards
O MTV Video Music Awards é uma premiação de música americana criada em 1984 pela MTV, de forma a enaltecer os melhores videoclipes do ano.
É a premiação em que o Stone Temple Pilots mais recebeu indicações, sendo 7 no total, com a banda vencendo apenas uma.
| Ano  | Nomeação               | Categoria              | Resultado |
| ---- | ---------------------- | ---------------------- | --------- |
| 1993 | Plush                  | Best Alternative Video | Indicação |
| 1993 | Plush                  | Best New Artist Video  | Venceu    |
| 1994 | "Vasoline"             | Best Editing           | Indicação |
| 1995 | "Interstate Love Song" | Best Alternative Video | Indicação |
| 1995 | "Interstate Love Song" | Best Hard Rock Video   | Indicação |
| 1995 | "Interstate Love Song" | Best Group Video       | Indicação |
| 2000 | "Sour Girl"            | Best Cinematography    | Indicação |

## MTV Movie Awards
O MTV Movie Awards é uma premiação de filmes realizada anualmente pela MTV, desde 1992.
A banda foi indicada uma vez ao prêmio, vencendo o mesmo.
| Ano  | Nomeação    | Categoria              | Resultado |
| ---- | ----------- | ---------------------- | --------- |
| 1995 | "Big Empty" | Best Song From a Movie | Venceu    |

## Outros reconhecimentos
Ao longo dos anos, o Stone Teple Pilots também recebeu reconhecimentos de sua obra. Segue abaixo a lista
| Ano  | Trabalho               | Reconhecimento                                              | Publicação                 |
| ---- | ---------------------- | ----------------------------------------------------------- | -------------------------- |
| 2000 | Stone Temple Pilots    | 100 Maiores Artistas do Hard Rock (#48)                     | VH1                        |
| 2006 | Purple                 | 100 Maiores Álbuns de Guitarra de Todos os Tempos (#73)     | Guitar World               |
| 2007 | Core                   | 200 álbuns definitivos no Rock and Roll Hall of Fame (#167) | Rock and Roll Hall of Fame |
| 2009 | "Interstate Love Song" | 100 Maiores canções de Hard Rock (#58)                      | VH1                        |
| 2009 | "Sour Girl"            | 100 Melhores Canções dos Anos 2000 (#88)                    | Billboard                  |
| 2011 | Core                   | 10 Melhores Álbuns de Guitarra de 1992 (#10)                | Guitar World               |